# Примексиканская низменность
Примексика́нская ни́зменность — низменность в Северной Америке, расположенная на юге США и северо-востоке Мексики и окаймляющая побережье Мексиканского залива. На северо-востоке переходит в Приатлантическую низменность, на севере граничит с Центральными равнинами, горами Аппалачи и Уошито.

## Рельеф и геология
Примексиканская низменность сложена толщей морских и речных осадочных пород мощностью до 6—10 км, содержащей крупные месторождения нефти и газа. Максимальная ширина составляет 350 км, высота — до 150 м. Поверхность низменности постепенно повышается с юга на север, образуя несколько параллельных куэстовых гряд. Примексиканская низменность пересекают долины крупных рек — Миссисипи, Алабама, Бразос и Рио-Гранде. Вдоль побережья расположено много лагун.

## Климат и растительность
Климат меняется от субтропического на севере до тропического на юге. Количество осадков в год: 600—800 мм на западе, 1200—1500 мм на востоке. Развиты краснозёмные, дёрново-карбонатные и дерново-аллювиальные почвы. Широко распространены болотные почвы. Свыше трети территории покрыто лесами (сосновые боры, смешанные и галерейные леса). На западе преобладает саванна.
На большей части территории — посевы хлопчатника, на побережье — плантации табака, сахарного тростника и риса. Крупные портовые города: Новый Орлеан, Хьюстон, Корпус-Кристи, Тампико, Веракрус.